# Cédric Durand
Cédric Durand est un économiste né en 1975. Après avoir été professeur à l'Université Sorbonne Paris Nord, il devient en 2020 professeur au département d'Histoire, économie et société (DHES) à l'Université de Genève. Ses recherches portent sur la mondialisation, la financiarisation et les mutations du capitalisme contemporain. Elles s’inscrivent dans la tradition de l’économie politique marxiste. Cédric Durand s'est également prononcé en faveur d'une économie et d'une politique cyber-socialiste et écologique, qu'il nomme le cyber-écosocialisme.

## Biographie
Ses travaux récents portent sur la transformation du capitalisme en une sorte de technoféodalisme où quelques très grandes sociétés se servent de leur monopole sur les data pour contrôler l’activité sociale et prélever de la rente,.
En 2023, il occupe la chaire d'économie de l'Institut La Boétie, think tank de La France Insoumise.

## Principales publications
- En finir avec l'Europe (dir.), La Fabrique, 2013.
- Le capital fictif. Comment la finance s’approprie notre avenir, Paris, Les prairies ordinaires, collection « Essais », 2014.
- Penser la monnaie et la finance avec Marx. Autour de Suzanne de Brunhoff, avec Riccardo Bellofiore, Daniel Cohen et André Orléan (dir.), Presses Universitaires de Rennes, 2018.
- Technoféodalisme. Critique de l’économie numérique, La Découverte, Paris, 2020[8].
- Comment bifurquer: Les principes de la planification écologique, avec Razmig Keucheyan, ed. La Découverte, 2024[9].
- Faut-il se passer du numérique pour sauver la planète ?, Editions Amsterdam, Paris, 2025[10].